# Aleksej Sjachmatov

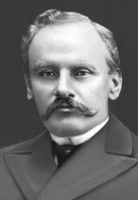
Aleksej Sjachmatov

Aleksej Aleksandrovitj Sjachmatov (ryska: Алексей Александрович Шахматов), född 17 juni (gamla stilen: 5 juni) 1864 i Narva, död 16 augusti 1920 i Petrograd, var en rysk språkforskare.
Sjachmatov skrev redan under gymnasietiden de i "Archiv für slavische Philologie" (band 5–7, 1881–82 och 1884) publicerade studierna Zur Kritik der altrussischen Texte, Zur Textkritik des Codex Sviatoslai vom J. 1073 och Beiträge zur russischen Grammatik. I ryska vetenskapsakademiens handlingar 1884 inflöt Izsledovanija o jazyke novgorodskich gramot XIII i XIV vekov. År 1890 blev han docent vid Sankt Petersburgs universitet, 1894 filosofie doktor och adjunkt vid ryska vetenskapsakademien, sedermera akademiledamot och professor i ryska språket vid Sankt Petersburgs universitet. 
Bland hans många vetenskapliga avhandlingar märks Izsledovanija o oblasti russkoj fonetiki (1893–94), Neskolko slov o Nestorovom zjitii Feodosija, Kievopetjerskij paterik i petjerskaja letopis, Drevnejsjija redaktsii Povesti vremennych let (1897) samt andra textkritiska studier av Nestorskrönikan, K istorii serbsko-chorvatskich udarenij (1888, 1890) och undersökningar om uppkomsten av de ryska dialekterna (K voprosu ob obrazovanii russkich naretjij, 1899). I ryska vetenskapsakademiens ordboksarbete och filologiska "Izvestija" (Bulletins) medverkade han flitigt. Han tog initiativ till den förberedande slavistkongressen 1903 och deltog vid utarbetandet av programmet för "Entsiklopedija slavjanskoj filologii".